# 姜文
姜文（1963年1月5日—），本名姜小军，男，河北唐山人，中國大陸电影导演和演员。曾任澳门科技大学人文艺术学院电影艺术研究院院长，第八、九、十届全国政协委员。姜文入选中国电影百年名人堂，曾获法兰西文学艺术骑士勋章等荣誉。代表作《太陽照常升起》、《讓子彈飛》，《鬼子来了》等。

## 生平
1963年1月，姜文出生在唐山的姥姥家，童年便是在唐山度过的。在从姥爷家回到父母身边后，又辗转到过贵州、湖南。1973年，全家迁到北京内务部街11号院定居，该院是属于解放军总政治部的部队大院，姜文也转学到了北京72中。四处迁移的生活和部队的特殊环境对姜文产生了不小影响，同时也丰富了他的社会阅历。1980年考入中央戏剧学院表演系，1984年毕业后进入中国青年艺术剧院，主演《家庭大事》和《高加索灰阑记》等优秀剧目。
1986年，主演了谢晋导演的电影《芙蓉镇》，1987年，主演张艺谋导演的电影《红高粱》。1993年，他主演了由鄭曉龍、馮小剛等製作的電視劇《北京人在紐約》，該劇在中國大陸大獲成功，成為歷史上收視率最高的中國電視劇之一。
1994年，姜文自编自导的电影《阳光灿烂的日子》在威尼斯電影節上映，主演夏雨獲得最佳男主角獎。本片根据北京作家王朔的小说《动物凶猛》改编，讲述了文化大革命时期一群大院子弟的经历。
1996年调入中央戏剧学院戏剧研究所。
1998年，姜文执导并主演了《鬼子来了》。该片反映了中國抗日战争时期日本侵略者与当地农民的关系。本片由于触及敏感的话题和非传统的表现手法，至今未能在中国大陆公映，但曾在CCTV-6播出过。在该片拍摄期间，姜文考察了日本靖国神社，一些媒体报道了此事，姜文发布公开信表示，参观不同于参拜，前往靖国神社系收集影片相关资料。
2007年，姜文自导自演了其第三部电影《太阳照常升起》。
2010年，姜文与葛优、周润发合作，自导自演了电影《让子弹飞》，中国大陆票房接近7亿人民币，创当时中国电影本土票房的纪录。《让子弹飞》改编自马识途的小说《夜谭十记》之《盗官记》。姜文在一次访谈中称：“‘鸿门宴’那场戏。我每次都挂一千尺胶片，三个机器同时拍，三千尺同时转，为此专门做了个圆轨，三个机器摆上面，而且得同步，每个机器转动起来的时候需要人推，还有人操机，还有人管焦点，一个机器起码得有五个人。这 五个人走起来得同步，而且还不能出声，光他们就得排练。”
2014年12月18日，其导演的电影《一步之遥》公映。
2015年4月1日至2016年12月31日担任澳门科技大学人文艺术学院电影艺术研究院院长。
2018年7月13日，姜文的第六部导演作品《邪不压正》公映。

## 家庭
父亲姜洪齐曾是軍人，母亲高阳。弟弟姜武同为演员。妹妹姜欢是作家。
前妻桑德琳·舍妮维斯（Sandrine Chenivesse）为法国汉学家，师从施舟人，1995年获得高等研究應用學院人类学博士，曾在中国研究道教和民粹文化15年。2005-2009年间任教于巴黎政治学院（Sciences-Po Paris）、普罗旺斯政治学院（IEP Aix）等机构。2012年起，从事精神分析和心灵治疗工作。姜文与她育有一女姜一郎。
妻子周韵，自2002年从中戏毕业后，便一直得到姜文的鼎力支持，两人的恋情因2005年10月流出相拥照片而公开。2006年9月19日，周韵产下一子。2007年9月，姜文携电影《太阳照常升起》参展威尼斯电影节，公开承认两者关系。姜文和周韵育有两个儿子。

## 作品列表
- 1985年，主演电影《末代皇后》中“溥仪”
- 1986年，主演电影《芙蓉镇》中“老右派秦书田”
- 1987年，主演中法合拍影片《花轿泪》
- 1987年，主演电影《红高粱》中“我爷爷”
- 1988年，主演电影《春桃》中“刘向高”
- 1989年，主演电影《本命年》中“李慧泉”
- 1990年，主演电影《大太监李莲英》中“李莲英”
- 1992年，主演中港合拍电影《龙腾中国》（又名《狭路英豪》）
- 1993年，主演电视连续剧《北京人在纽约》中“王起明”
- 1993年，首次自编自导根据王朔小说《动物凶猛》改编的电影《阳光灿烂的日子》，饰演成年“马小军”
- 1995年，友情出演电影《宋家皇朝》三姊妹的父亲“宋查理”
- 1995年，主演电影《秦颂》中“秦始皇”
- 1996年，监制电视连续剧《一场风花雪月的事》
- 1996年，主演电影《有话好好说》中“小帅”
- 1997年10月，出版《一部影片的诞生》，该书除对《阳光》一片的诞生、获奖、发行做全面记叙和总结之外，还收录了姜文所著《阳光灿烂的日子》文学剧本及完成台本。
- 1998年，主演话剧《科诺克或医学的胜利》。
- 1998年8月，改编并导演电影《鬼子来了》，并在片中担任男主角“马大三”。
- 2001年5月，监制并主演电影《寻枪》“马山”。
- 2001年8月，主演电影《天地英雄》“校尉李”。
- 2003年，主演电影《绿茶（英语：Green Tea (film)）》“陈明亮”。
- 2004年，主演电影《一个陌生女人的来信》“作家”
- 2004年，主演电影《茉莉花開》“孟先生”
- 2007年，自演自导电影《太阳照常升起》“唐雨林”
- 2007年，配音电影《蓝莓之夜》
- 2008年，导演《纽约，我爱你》
- 2009年，参演并临时执导《建国大业》
- 2009年，旁白《海洋》
- 2010年，纪录片《乘著光影旅行》中接受访谈
- 2010年，执导并出演《让子弹飞》，饰演麻匪「张麻子」。
- 2011年，主演電影《關雲長》，饰演一代梟雄“曹操”。
- 2012年，旁白《十二生肖》
- 2014年，执导并出演《一步之遥》，饰演“马走日”
- 2016年，参演《星際大戰外傳：俠盜一號》，饰演“巴澤”
- 2018年，执导并出演《邪不压正》，饰演“蓝青峰”
- 2021年，参演《图兰朵：魔咒缘起》
- 2025年，执导并出演《你行！你上！》，饰演 郎国任

## 获奖记录
- 1986年，电影《芙蓉镇》，获中国第十届百花奖最佳男演员奖
- 1987年，电影《末代皇后》参加叙利亚第5届大马士革国际电影节（潘虹获最佳女演员奖）；巴西第4届里约国际电影电视节获评委会特别奖
- 1988年，电影《红高粱》参加第38届西柏林国际电影节获金熊奖；第5届津巴布韦国际电影节获最佳影片奖；第35届澳大利亚悉尼国际电影节电影评论奖
- 1988年，电影《芙蓉镇》参加第26届捷克卡罗维发利国际电影节获水晶球奖；第33届西班牙瓦亚多利德国际电影节获评委特别表彰奖、观众奖
- 1988年，电影《春桃》获中国第十二届百花奖最佳男演员奖
- 1989年，电影《红高粱》参加第16届比利时布鲁塞尔国际电影节获评委会最佳影片奖
- 1989年，电影《芙蓉镇》参加第5届法国蒙彼利埃电影节获金熊猫奖；第40届捷克劳动人民电影节获荣誉奖
- 1990年，电影《芙蓉镇》参加德国电影家协会颁发1989年发行影片最佳外国故事片评论奖
- 1990年，电影《本命年》参加第40届西柏林国际电影节获银熊奖
- 1993年，电视连续剧《北京人在纽约》，获中国第十二届电视“金鹰奖”最佳男演员奖
- 1994年，电影《阳光灿烂的日子》参加第51届意大利威尼斯国际电影节获最佳男演员奖
- 1995年，电影《阳光灿烂的日子》参加第8届新加坡国际电影节获最佳男演员奖
- 1996年，电影《阳光灿烂的日子》参加台湾电影金马奖，获最佳影片、最佳导演、最佳剧本改编、最佳男主角、最佳摄影、最佳音效六项大奖。美国《时代周刊》在95年底将其评为“九五年度全世界十大最佳电影”之榜首。
- 1997年，电影《阳光灿烂的日子》又被美国《时代周刊》评为“1996年度全世界令人赞绝的、至今渴望观看的七部影片”之一
- 1998年，电影《宋家皇朝》获第17届香港电影金像奖最佳男配角奖
- 2000年，电影《鬼子来了》获法国戛纳电影节评委会大奖
- 2001年，电影《鬼子来了》获美国夏威夷电影节最佳影片奖
- 2004年，凭《天地英雄》获得北京大学生电影节 Favorite Actor
- 2004年：法國法蘭西藝術與文學騎士勳章
- 2005年，凭电影《天地英雄》金凤凰奖表演学会奖
- 2007年：以「太陽照常升起」入圍台灣金馬獎最佳導演及改編劇本
- 2008年：以「太陽照常升起」入圍亞洲電影大獎最佳影片及導演
- 2011年：以「讓子彈飛」入圍台灣金馬獎最佳影片、導演、改編劇本；入圍亞洲電影大獎導演及編劇。獲得第四十八屆金馬獎最佳改編劇本。
- 2011年：以《让子弹飞》获第十一届华语电影传媒大奖最佳导演、百家传媒年度致敬电影
- 2012年：凭「讓子彈飛」获得第18届香港電影評論學會大獎最佳導演
- 2012年：凭「讓子彈飛」获得第7届香港電影導演會年度大獎年度傑出導演
- 2012年：以《让子弹飞》获第三届中国电影导演协会年度电影奖、年度导演奖
- 2014年：获得第17届上海国际电影节华语电影杰出贡献奖
- 2015年：以《一步之遥》获第六届中国电影导演协会年度电影奖

## 文字作品
- 《一部电影的诞生》（阳光灿烂的日子）初版1997华艺出版社，再版2005长江文艺出版社
- 《骑驴找马：让子弹飞》2011长江文艺出版社
- 《长天过大云：太阳照常升起》 2011长江文艺出版社

相关评论
- 启之编著《姜文的「前世今生」：鬼子來了》，2011(台湾)新锐文创